# Marc-André Hamelin
Marc-André Hamelin (Montreal, Quebec, 5 de septiembre de 1961) es un pianista clásico y compositor franco-canadiense.

## Vida
Hamelin nació en 1961 en Montreal. Comenzó sus estudios de piano a la edad de cinco años y tenía nueve años cuando ganó el primer premio en una competición de música canadiense. Su padre, un farmaceuta que también era pianista, le enseñó los trabajos de Alkan, Godowsky y Sorabji cuando él todavía era joven. Estudió en la École Vincent d'Indy en Montreal en la Temple University en Filadelfia, Pensilvania. 

## Carrera

### Como pianista
Hamelin ha ofrecido recitales en varias ciudades. Sus apariciones en festivales han incluido a Bad Kissingen, Belfast, Cervantino, La Grange de Meslay, Husum Piano Rarities, Lanaudière, Ravinia, La Roque d’Anthéron, Ruhr Piano, Scotia (Halifax), Singapore Piano, Snape Maltings Proms, Turku and Ottawa Strings of the Future, así como los festivales de Chopin de Bagatelles (París), de Duszniki y de Valldemosa. El instrumentista aparece regularmente en la Wigmore Hall Masterconcert Series, así como también en las Series Internacionales de Piano en South Bank Centre de Londres. Además Hamelin toca anualmente en el Herkulessaal en Múnich y ofrece una serie de recitales en Tokio.
Ha realizado grabaciones de una gran variedad de compositores con el sello Hyperion. Su grabación de los Estudios completos de Leopold Godowsky sobre Études de Chopin ganó el Premio Instrumental de la Revista Gramophone en el año 2000. Es conocido por su atención a compositores menos conocidos, especialmente de finales del siglo XIX y principios del XX (Leo Ornstein, Nikolai Roslavets, Georgy Catoire), y por la interpretación de obras de los pianistas-compositores Leopold Godowsky, Charles-Valentin Alkan, Kaikhosru Sorabji, Nikolai Kapustin, Franz Liszt, Nikolai Medtner y Frederic Rzewski.
Su primer matrimonio fue con la soprano Jody Karin Applebaum. Actualmente vive en Boston, Massachusetts, con su segunda esposa, Cathy Fuller, pianista y locutora de música clásica de la WGBH.

### Como compositor
Hamelin también ha compuesto varias obras, incluyendo un conjunto de estudios de piano en todas las tonalidades menores, que se completó en septiembre de 2009 y fue publicado por C. F. Peters en 2010, con una grabación publicada en la etiqueta de Hyperion. Un ciclo de siete piezas, llamado Con Intimissimo Sentimento, fue publicado (con una grabación de Hamelin) por Ongaku No Tomo Sha. Y una transcripción del Tico-Tico No Fubá de Zequinha de Abreu ha sido publicada por Schott Music. Aunque la mayoría de sus composiciones son para piano solo, también ha escrito tres piezas para pianola (incluyendo la cómica Circus Galop y Solfeggietto a cinque, que se basa en un tema de CPE Bach), y varias obras para otras formaciones, incluyendo Fanfares para tres trompetas, publicada por Presser. Sus otras obras son distribuidas por el Archivo Sorabji.

## Premios y reconocimientos
- En 1985 ganó el Concurso Internacional Carnegie Hall para Música Americana.
- En 1989 recibió el premio Virginia Parker.[3][4]
- En 2003 fue nombrado Oficial de la Orden de Canadá (Officer of the Order of Canada, OC).[5]
- En 2004 fue nombrado Caballero de la Orden Nacional de Quebec (Chevalier de l'Ordre National du Québec, CQ).[6]
- En 2004 recibió el premio internacional del disco en Cannes.
- En 2008 ganó el Premio Juno al álbum clásico de solista o de cámara del año por la grabación Alkan: Concierto para piano.
- En 2014 obtuvo el Premio Echo Klassik al instrumentista del año.

## Valoración crítica
Escribiendo en The New Yorker en 2000, el crítico Alex Ross se pronunció así: "La leyenda de Hamelin crecerá. Ahora mismo no hay nadie como él". En 2010 Ross dijo que Hamelin está altamente clasificado por los conocedores de piano, y que "es admirado por su técnica monstruosamente brillante y su enfoque profundamente pensado".
En 2015 Zachary Woolfe, editor de música clásica de The New York Times, observó la "claridad y control sobrenatural del Sr. Hamelin, cualidades que en él no excluyen la sensibilidad ni la poesía".

## Discografía
| Año        | Obras | Fecha de grabación                                      | Discográfica                                    |
| ---------- | --- | ------------------------------------------------------- | ----------------------------------------------- |
| 2015       | Leo Ornstein: Piano Quintet; String Quartet n.º 2; con el Pacifica Quartet - Piano Quintet, Op. 92, SO 610 (1927) | Abril 2014                                              | Hyperion                                        |
| 2015       | Shostakovich: Piano Quintet & String Quartet n.º 2; con el Takács Quartet - Piano Quintet en sol menor, Op. 57 (1940) | Mayo de 2014                                            | Hyperion                                        |
| 2015       | Mozart: Sonatas para piano (2 CD) - Sonata para piano n.º 4 en mi♭ mayor, K 282 - Sonata para piano n.º 5 en sol mayor, K 283 - Sonata para piano n.º 10 en do mayor, K 330 - Sonata para piano n.º 12 en fa mayor, K 332 - Sonata para piano n.º 13 en si♭ mayor, K 333 - Sonata para piano n.º 16 en do mayor, K 545 - Sonata para piano n.º 17 en si♭ mayor, K 570 - Sonata para piano n.º 18 en re mayor, K 576 - Fantasia en re menor, K 397 - Giga en sol mayor, K 574 - Rondo en re mayor, K 485 - Rondo en la menor, K 511 | Julio 2013                                              | Hyperion                                        |
| 2014       | Debussy: Images & Préludes II - Images, Libro I, L 110 (1905) - Images, Libro II, L 111 (1907) - Préludes, Libro II, L 123 (1912-1913) | Abril 2011 (Préludes) Agosto 2012 (Images)              | Hyperion                                        |
| 2014       | Schumann: Kinderszenen & Waldszenen; Janáček: On an Overgrown Path I - Leoš Janáček: On an Overgrown Path (Po zarostlém chodníčku), Libro I, JW 8/17 (1901-1908) - Robert Schumann: Waldszenen, Op. 82 (1848-1849) - Robert Schumann: Kinderszenen, Op. 15 (1838) | Marzo 2013                                              | Hyperion                                        |
| 2013       | Busoni: Late Piano Music (3 CD) - 3 Albumleaves (3 Albumblätter), BV289 (1917, 1921) - An die Jugend, Book 3: Giga, bolero e variazione, BV254 (1909) - Elegies, BV249 (1907-1909) - Fantasia after J.S. Bach (Fantasia nach Johann Sebastian Bach), BV253 (1909); prevamente publicado en The Composer-Pianists (1998) - Canonic Variations and Fugue (on the Theme de King Frederick the Great) de J.S. Bach's The Musical Offering, BVB40 (1916) - Indianisches Erntelied (1911) - Indianisches Tagebuch I, BV267 (1915) - Kammer-Fantasie über Carmen (Sonatina n.º 6), BV284 (1920) - Klavierübung (1925) Allegro Motive: Allegro risoluto Perpetuum mobile, BV293 (1922) Preludio: Allegro festivo Preludio: Without the Third Finger, Moderato alla breve 7 Short Pieces for the Cultivation of Polyphonic Playing (Kurze Stücke zur Pflege des polyphonen Spiels auf dem Pianoforte), BV296 (1923) 9 Variations on a Chopin Prelude (Variationen über ein Präludium von Chopin), BV213a (1922) Variations-Studie nach Mozart I Veloce e leggiero Vivace moderato, con precisione - Nuit de Noël, BV251 (1908) - Prélude et étude en arpèges, BV297 (1923) - Prologo, BV279 (1918) - Sonatina (n.º 1), BV257 (1910) - Sonatina seconda, BV259 (1912) - Sonatina (n.º 3) ad usum infantis Madeline M* Americanae, BV268 (1915) - Sonatina (n.º 4) in diem nativitatis Christi MCMXVII, BV274 (1917) - Sonatina brevis (n.º 5) in signo Joannis Sebastiani Magni, BV280 (1918) - Toccata: Preludio, Fantasia, and Ciaccona, BV287 (1920) | Abril 2011 Agosto 2012 Enero 1998 (Fantasia after Bach) | Hyperion                                        |
| 2013       | Haydn: Conciertos para piano n.º 3, 4 & 11 - Concierto para piano n.º 3 en re mayor, Hob XVIII:11 - Concierto para piano n.º 4 en fa mayor, Hob XVIII:3 - Concierto para piano n.º 11 en sol mayor, Hob XVIII:4 | Octubre 2012                                            | Hyperion                                        |
| 2012       | Haydn: Sonatas para piano, Vol. 3 (2 CD) - Sonata en sol mayor, Hob XVI:6 - Sonata en do mayor, Hob XVI:1 - Sonata en si♭ mayor, Hob XVI:2 - Sonata en mi menor, Hob XVI:47bis Add. - Sonata en sol menor, Hob XVI:44 - Sonata en mi♭ mayor, Hob XVI:25 - Sonata en do menor, Hob XVI:20 - Sonata in C♯ menor, Hob XVI:36 - Sonata en mi mayor, Hob XVI:22 - Sonata en fa mayor, Hob XVI:29 - Sonata en re mayor, Hob XVI:51 | Agosto 2011                                             | Hyperion                                        |
| 2011       | Liszt: Sonata para piano - Fantasie und Fuge über das Thema B-A-C-H, S.529ii - Bénédiction de Dieu dans la solitude, n.º 3 de Harmonies poétiques et religieuses, S.173 (1847) - Venezia e Napoli: Suplemento a Années de pèlerinage, Deuxième année: Italie, S.162 - Sonata para piano en si menor, S.178 | Agosto 2010                                             | Hyperion                                        |
| 2011       | Reger & Strauss: The Romantic Concierto para piano, Vol. 53; Ilan Volkov (dir.), Rundfunk-Sinfonieorchester Berlin - Max Reger: Concierto para piano en fa menor, Op. 114 (1910) - Richard Strauss: Burleske en re menor (1890) | Marzo 2010                                              | Hyperion                                        |
| 2010       | Marc-André Hamelin: Études - 12 Études in All the Minor Keys (1986-2009) 1. en la menor "Triple Étude, after Chopin" (1992) 2. en mi menor "Coma Berenices" (2008) 3. en si menor "after Paganini-Liszt" (1993) 4. en do menor "Étude à mouvement perpétuellement semblable, after Alkan" (2005) 5. en sol menor "Toccata grottesca" (2008) 6. en re menor "Esercizio per pianoforte, Omaggio a Domenico Scarlatti" (1992) 7. en mi♭ menor "after Tchaikovsky, for the left hand alone" (2006) 8. en si♭ menor "Erlkönig, after Goethe" (2007) 9. en fa menor "after Rossini" (1987) 10. en fa♯ menor "after Chopin" (1990) 11. en do♯ menor "Minuetto" (2009) 12. en la♭ menor "Prelude and Fugue" (1986) - Little Nocturne (2007) - Con intimissimo sentimento (1986-2000) N.º 1 Ländler I N.º 4 Album Leaf N.º 5 Music Box N.º 6 After Pergolesi N.º 7 Berceuse, in tempore belli - Theme and Variations (Cathy's Variations) (2007) | Enero 1998 Agosto 2008 Mayo, Noviembre 2009             | Hyperion                                        |
| 2009       | Chopin: Sonatas para piano n.º 2 & 3 - Sonata para piano n.º 2 en si♭ menor, Op. 35 (1839) - Sonata para piano n.º 3 en si menor, Op. 58 (1844) - 2 Nocturnes, Op. 27 (1836) - Berceuse, Op. 57 (1843-1844) - Barcarolle, Op. 60 (1845-1846) | Marzo 2008                                              | Hyperion                                        |
| 2009       | Haydn: Sonatas para piano, Vol. 2 (2 CD) - Sonata en la mayor, Hob XVI:26 - Sonata en mi mayor, Hob XVI:31 - Sonata en re mayor, Hob XVI:33 - Sonata en mi menor, Hob XVI:34 - Sonata en do mayor, Hob XVI:35 - Sonata en sol mayor, Hob XVI:39 - Sonata en re mayor, Hob XVI:42 - Sonata en do mayor, Hob XVI:48 - Sonata en mi♭ mayor, Hob XVI:49 - Fantasía en do mayor "Capriccio", Hob XVII:4 - Variaciones en fa menor "Un piccolo divertimento", Hob XVII:6 | Agosto 2008                                             | Hyperion                                        |
| 2009       | Schumann: String Quartet & Piano Quintet; con el Takács Quartet - Cuarteto para cuerdas en la mayor, Op. 41 n.º 3 (1842) - Quinteto para piano en mi bemol mayor, Op. 44 (1842); Hamelin solo toca en el Quinteto. | Mayo 2009                                               | Hyperion                                        |
| 2008       | Godowsky: Strauss Transcriptions and Other Waltzes - Symphonische Metamorphosen Johann Strauss’scher Themen (Metamorfosis sinfónica de temas de Johann Strauss II) 1. Künstlerleben, Op. 316 (1867) 2. Die Fledermaus 3. Wein, Weib und Gesang, Op. 333 (1869) - Leopold Godowsky: Walzermasken (1912) N.º 2 Pastell N.º 14: Französisch N.º 22: Wienerisch N.º 24: Portrait-Joh. Str. - Leopold Godowsky: Triakontameron (1920) N.º 4 Rendezvous N.º 11 Alt Wien N.º 13 Terpsichorean Vindobona N.º 21 The Salon N.º 25 Memories - Waltz de Der letzte Walzer (1920) de Oscar Straus | Diciembre 2007                                          | Hyperion                                        |
| 2008       | In a State of Jazz - Friedrich Gulda: Prelude and Fugue (1965) - Friedrich Gulda: Jazz Sonata - Friedrich Gulda: Exercises n.º 1, 4 & 5 de Play Piano Play (1971) - Nikolai Kapustin: Sonata for Piano n.º 2, Op. 54 (1989) - Alexis Weissenberg: Sonate en état de jazz (Sonata in a State of Jazz) (1982) - Alexis Weissenberg: Improvisations on Songs Sung de Charles Trenet. Coin de rue de Charles Trenet Vous oubliez votre cheval de Charles Trenet and Arcady Brachlianoff En Avril, à Paris de Charles Trenet and Walter Eiger Boum! de Charles Trenet Vous qui passez sans me voir de Johnny Hess and Paul Misraki Ménilmontant de Charles Trenet - George Antheil: Sonata para piano n.º 4 "Jazz Sonata" (1922-1923) | Julio 2007                                              | Hyperion                                        |
| 2007       | Alkan: Concerto for Solo Piano; Troisième recueil de chants - Concerto for Solo Piano, n.º 8-10 de Douze Études dans tous les tons mineurs, Op. 39 (1857) - Troisième recueil de chants, Op. 65 (1869) | Febrero, Diciembre 2006                                 | Hyperion                                        |
| 2007       | Das Klavier-Festival Ruhr 2007 in der neuen Mercatorhalle Duisburg (Festival de Piano del Ruhr 2007 en la Nueva Sala Mercator de Duisburgo) (2 CD); Steven Sloane (dir.); Orquesta Sinfónica de Bochum - Saint-Saëns: Concierto para piano n.º 5 en fa mayor, Op. 103 (1896) - Franz Liszt: Totentanz: Paraphrase über "Dies irae", S.126 | Junio 2007                                              | AVI Ruhr Edition Klavier-Festival Ruhr, Vol. 18 |
| 2007       | Haydn: Sonatas para piano, Vol. 1 (2 CD) - Sonata en fa mayor, Hob XVI:23 - Sonata en re mayor, Hob XVI:24 - Sonata en si menor, Hob XVI:32 - Sonata en re mayor, Hob XVI:37 - Sonata en sol mayor, Hob XVI:40 - Sonata en si bemol mayor, Hob XVI:41 - Sonata en la bemol mayor, Hob XVI:43 - Sonata en la bemol mayor, Hob XVI:46 - Sonata en do mayor, Hob XVI:50 - Sonata en mi bemol mayor, Hob XVI:52 | Diciembre 2005                                          | Hyperion                                        |
| 2006       | Brahms: Concierto para piano n.º 2; Andrew Litton (dir.), Orquesta Sinfónica de Dallas - Concierto para piano n.º 2 en si bemol mayor, Op. 83 (1881) - Cuatro piezas para piano, op. 119 (1893) | Enero, Febrero 2006                                     | Hyperion                                        |
| 2006       | Brahms: Cuartetos con piano; Leopold String Trio (2 CD) - Cuarteto con piano n.º 1 en sol menor, Op. 25 (1861) - Cuarteto con piano n.º 2 en la mayor, Op. 26 (1861) - Cuarteto con piano n.º 3 en do menor, Op. 60 (1875) - 3 Intermezzos para piano solo, Op. 117 (1892) | Julio 2005                                              | Hyperion                                        |
| 2006       | Dukas: Sonata para piano; Decaux: Clairs de Lune - Paul Dukas: Sonata para piano en mi bemol menor (1900) - Abel Decaux: Clairs de lune (1900-1907) | Agosto 2004 Diciembre 2005                              | Hyperion                                        |
| 2006       | Medtner: Forgotten Melodies I, II - Forgotten Melodies I, Op. 38 (1919-1922) - Forgotten Melodies II, Op. 39 (1919-1922) - 2 Skazki, Op. 8 (1904-1905) | Agosto 1996                                             | Hyperion                                        |
| 2005       | Albéniz: Iberia (2 CD) - Iberia, 4 libros (1905-1908) - La Vega (1897) - Yvonne en visite! (1909) - España: Souvenirs (1897) - Navarra (1909); versión completada por William Bolcom | Agosto 2004                                             | Hyperion                                        |
| 2005       | Rubinstein & Scharwenka: The Romantic Concierto para piano, Vol. 38; Michael Stern (dir.); BBC Scottish Symphony Orchestra - Xaver Scharwenka: Concierto para piano n.º 1 en si bemol menor, Op. 32 (1876) - Anton Rubinstein: Concierto para piano n.º 4 en re menor, Op. 70 (1864) | Febrero 2005                                            | Hyperion                                        |
| 2005       | Schumann: Carnaval; Fantasiestücke; Papillons - Papillons, Op. 2 (1829-1831) - Fantasiestücke, Op. 12 (1837) - Carnaval, Op. 9 (1834-1835) | Diciembre 1999 Agosto 2002                              | Hyperion                                        |
| 2004       | Barber: Sonata para piano; Ives: Concord Sonata - Samuel Barber: Sonata para piano en mi bemol menor, Op. 26 (1949) - Charles Ives: Sonata para piano n.º 2 "Concord Sonata" (1904-1915, 1947) | Abril 2004                                              | Hyperion                                        |
| 2004       | Kapustin: Piano Music, Vol. 2 - Variaciones, Op. 41 (1984) - 8 Concert Études, Op. 40 (1984) - Bagatelle, Op. 59 n.º 9 (1991) - Suite in the Old Style, Op. 28 (1977) - Sonata para piano n.º 6, Op. 62 (1991) - Sonatina, Op. 100 (2000) - 5 Études in Different Intervals, Op. 68 (1992) | Junio 2003                                              | Hyperion                                        |
| 2003       | Shostakovich & Shchedrin Conciertos para piano; Andrew Litton (dir.); BBC Scottish Symphony Orchestra - Dmitri Shostakovich: Concierto para piano n.º 1 en do menor, Op. 35 (1933) - Dmitri Shostakovich: Concierto para piano n.º 2 en fa mayor, Op. 102 (1957) - Rodion Shchedrin: Concierto para piano n.º 2 (1966) | Abril 2003                                              | Hyperion                                        |
| 2003       | Szymanowski: The Complete Mazurkas - 20 Mazurkas, Op. 50 (1924-1925) - Valse romantique (1925) - 4 Polish Dances (1926) - 2 Mazurkas, Op. 62 (1933-1934) | Agosto 2002                                             | Hyperion                                        |
| 2002       | Godowsky: Sonata & Passacaglia - Sonata para piano en mi menor (1910-1911) - Passacaglia: 44 Variaciones, Cadenza y fuga sobre el inicio de la "Sinfonía inacabada" de Schubert (1927) | Agosto 2001                                             | Hyperion                                        |
| 2002       | Liszt: Paganini Studies; Schubert Transcriptions - Grandes études de Paganini, S.141 - Franz Schuberts Märsche für das Pianoforte übertragen (3 marchas sobre temas de Franz Schubert), S.426 (1846) | Febrero 2002                                            | Hyperion                                        |
| 2002       | Ornstein: Piano Music - Suicide in an airplane - Impressions de la Tamise, Op. 13 n.º 1 - Danse sauvage, Op. 13 n.º 2 - À la Chinoise, Op. 39 - Poems of 1917, Op. 41 (1917) - Arabesques, Op. 42 (1921) - Sonata para piano n.º 8 (1990) | Agosto 2001                                             | Hyperion                                        |
| 2001       | Alkan: Symphony for Solo Piano; Trois morceaux dans le genre pathétique - Symphony for Solo Piano, n.º 4-7 de Douze Études dans tous les tons mineurs, Op. 39 (1857) - Salut, cendre du pauvre!, Op. 45 (1856) - Alleluia, Op. 25 (1844) - Super flumina Babylonis, Paraphrase du Psaume 137, Op. 52 (1859) - Souvenirs: Trois morceaux dans le genre pathétique (Souvenirs: Three Pieces in the Pathetic Style), Op. 15 (1837) | Agosto 2000                                             | Hyperion                                        |
| 2001       | Kaleidoscope - Edna Bentz Woods: Valse phantastique (1924) - Serguéi Rajmáninov: Polka de W.R. (1911), transcripción de Lachtäubchen (Scherzpolka) de Franz Behr - Josef Hofmann: Nocturne "Complaint" (Lament) de Mignonettes - Josef Hofmann: Kaleidoskop, n.º 4 de Charakterskizzen, Op. 40 (1908) - Marc-André Hamelin: Étude n.º 3 en si menor "after Paganini-Liszt" (1993) - Felix Blumenfeld: Étude pour la main gauche seule, Op. 36 - Jakob Gimpel: The Song of the Soldiers of the Sea (The Marines' Hymn), Concert Paraphrase after Jacques Offenbach (1942) - Marc-André Hamelin: Étude n.º 6 en re menor "Esercizio per pianoforte, Omaggio a Domenico Scarlatti" (1992) - Jules Massenet: Valse folle (1898) - Moritz Moszkowski: Études de virtuosité in A♭ menor, Op. 72 n.º 13 - Francis Poulenc: Intermezzo in A♭ (1943) - Leopold Godowsky: Alt Wien, n.º 11 de Triakontameron (1919) - Aleksander Michałowski: Étude d'après l'Impromptu en la bémol majeur de Fr. Chopin, Op. 29 - Arthur-Vincent Lourié: Gigue, n.º 4 de Quatre Pièces (1927) - Émile-Robert Blanchet: Au jardin du vieux sérail "Andrianople", n.º 3 de Turquie, Op. 18 (1913) - Alfredo Casella: Deux Contrastes (1916-1918) 1. Grazioso "Hommage à Chopin" 2. Antigrazioso - John Vallier: Toccatina (1950) - Marc-André Hamelin: Petit adagio (2001), transcription de The Seasons de Alexander Glazunov - Nikolai Kapustin: Toccatina, Op. 36 | Febrero 2001                                            | Hyperion                                        |
| 2001       | Schumann: Fantasie; Études symphoniques; Sonata para piano n.º 2 - Fantasía en do mayor, Op. 17 (1836, revisado 1839) - Estudios sinfónicos, Op. 13 (1834) - Sonata para piano n.º 2 en sol menor, Op. 22 (1833-1835) | Agosto, Diciembre 1999                                  | Hyperion                                        |
| 2000       | Bernstein: The Age of Anxiety; Bolcom: Concierto para piano. Dmitry Sitkovetsky (director); Ulster Orchestra - Leonard Bernstein: Sinfonía n.º 2 The Age of Anxiety para piano y orquesta (1949, revisada en 1965) - William Bolcom: Concerto para piano y gran orquesta (1976) | Enero 2000                                              | Hyperion                                        |
| 2000       | Godowsky: The Complete Studies on Chopin's Études (2 CD) - 53 Studies on Chopin's Études (1894-1914) | Octubre 1999                                            | Hyperion                                        |
| 2000       | Villa-Lobos: Piano Music - As três Marias - Prole do bebê 1 (The Baby's Family, Suite 1: The Dolls) - Prole do bebê 2 (The Baby's Family, Suite 2: The Little Animals) - Rudepoêma (1921-1926) | Agosto, Octubre 1999                                    | Hyperion                                        |
| 1999       | Busoni: The Romantic Concierto para piano, Vol. 22; Mark Elder (dir.); Orquesta Sinfónica de la Ciudad de Birmingham - Ferruccio Busoni: Concierto para piano en do mayor, Op. 39 (1901-1904) | Junio 1999                                              | Hyperion                                        |
| 1999       | Catoire: Piano Music - Caprice, Op. 3 - Intermezzo, Op. 6 n.º 5 - Trois Morceaux, Op. 2 - Six Morceaux, Op. 6; n.º 2: Prélude, n.º 3: Scherzo - Vision "Étude", Op. 8 - Cinq Morceaux, Op. 10 - Quatre Morceaux, Op. 12 - Quatre Préludes, Op. 17 - Chants du crépuscule, Op. 24 - Quatre Morceaux, Op. 34; n.º 2: Poème, n.º 3: Prélude - Valse, Op. 36 | Noviembre 1998                                          | Hyperion                                        |
| 1999       | Reger: Piano Music - Variaciones y fuga sobre un tema de J. S. Bach, Op. 81 (1904) - 5 Humoresques, Op. 20 (1898) - Variaciones y fuga sobre un tema de Georg Philipp Telemann, Op. 134 (1914) | Abril 1998                                              | Hyperion                                        |
| 1999       | Rzewski: The People United Will Never Be Defeated! - The People United Will Never Be Defeated! (1975) - Down de the Riverside, n.º 3 de North American Ballads (1979) - Winnsboro Cotton Mill Blues, n.º 4 de North American Ballads (1979) | Abril 1998                                              | Hyperion                                        |
| 1999       | Strauss: Enoch Arden for narrator and piano, Op. 38 (1897); Jon Vickers (reciter) | 2 de junio de 1998                                      | VAI Audio                                       |
| 1998       | The Composer-Pianists - Charles-Valentin Alkan: Haydn Andante de Sinfonía n.º 94 (transcription) - Charles-Valentin Alkan: Le Premier Billet Doux de Esquisses, Op. 63 n.º 46 - Charles-Valentin Alkan: Scherzetto de Esquisses, Op. 63 n.º 47 - Ferruccio Busoni: Fantasia nach J. S. Bach - Samuil Feinberg: Bach Schübler Chorale n.º 6: "Kommst du nun, Jesu, vom Himmel herunter" (transcription) - Samuil Feinberg: Berceuse, Op. 19a - Leopold Godowsky: Toccata in G♭ mayor, Op. 13 - Marc-André Hamelin: Etude n.º 9 d'après Rossini - Marc-André Hamelin: Etude n.º 10 d'après Chopin ('pour les idées noires') - Marc-André Hamelin: Prelude and Fugue (Etude n.º 12) (1986) - Nikolai Medtner: Improvisation n.º 1 en si♭ menor de Trois Morceaux, Op. 31 n.º 1 - Serguéi Rajmáninov: Moment Musical en mi♭ menor, Op. 16 n.º 2 - Serguéi Rajmáninov: Étude-tableaux en mi♭ mayor, Op. 33 n.º 4 - Alexander Scriabin: Poème tragique, Op. 34 - Alexander Scriabin: Deux poèmes, Op. 71 - Kaikhosru Shapurji Sorabji: Pastiche sobre la canción del mercader hindú de Sadko de Nikolái Rimski-Kórsakov | Enero 1998                                              | Hyperion                                        |
| 1998       | Medtner: The Complete Sonatas para piano; Forgotten Melodies I, II (4 CD) - Sonata en fa menor Op. 5 (1895-1903) - 2 Skazki, Op. 8 (1904-1905) - Sonaten-Triade, Op. 11 (1904-1907) - Sonata en sol menor, Op. 22 (1901-1910) - Sonata-Skaska en do menor, Op. 25 n.º 1 (1910-1911) - Sonata en mi menor "Night Wind", Op. 25 n.º 2 (1910-1911) - Sonata-Ballada en fa sostenidos mayor, Op. 27 (1912-1914) - Sonata en la menor, Op. 30 (1914) - Forgotten Melodies I, Op. 38 (1919-1922) - Forgotten Melodies II, Op. 39 (1919-1922) - Sonata Romantica en si bemol menor, Op. 53 n.º 1 (1929-1930) - Sonata Minacciosa en fa menor, Op. 53 n.º 2 (1929-1931) - Sonata-Idylle en sol mayor, Op. 56 (1935-1937) | Agosto 1996                                             | Hyperion                                        |
| 1998       | Korngold & Marx: The Romantic Concierto para piano, Vol. 18; Osmo Vänskä (dir.); BBC Scottish Symphony Orchestra - Erich Korngold: Concierto para piano en do # para la mano izquierda, Op. 17 (1923) - Joseph Marx: Romantisches Klavierkonzert en mi mayor (1919-1920) | Junio 1997                                              | Hyperion                                        |
| 1997       | Liszt: Marc-André Hamelin plays Liszt; grabado en vivo en Wigmore Hall, Londres - Senza lentezza quasi allegretto, n.º 1 de Apparitions, S. 155 (1834) - Waldesrauschen, n.º 1 de Zwei Konzertetüden, S. 145 (1862-1863) - Un sospiro en re bemol mayor, n.º 3 de Three Concert Études, S. 144 (1848?) - Rapsodias húngaras, S. 244 N.º 2 en do sostenido menor (1847); cadenza de Marc-André Hamelin N.º 10 en mi mayor (1847) N.º 13 en la menor (1847) - Nuages gris, S. 199 (1881) - En rêve - Nocturne, S. 207 (1885) - Réminiscences de "Don Juan" de Mozart - Grande fantaisie, S. 418 (1841) | 14 de enero de 1996                                     | Hyperion                                        |
| 1997       | Roslavets: Piano Music - Sonata para piano n.º 1 (1914) - Prelude (1919 or 1921) - 2 Compositions (1915) - Sonata para piano n.º 2 (1916) - 2 Poems (1920) - 5 Preludes (1919-1922) - Sonata para piano n.º 5 (1923) | Agosto 1996                                             | Hyperion                                        |
| 1996       | Grainger: Piano Music - British Folk-Music Settings N.º 4 Shepherd's Hey N.º 6 Londonderry Air N.º 19 Molly on the Shore (1907) N.º 22 Country Gardens (1918) N.º 37 Scotch Strathspey and Reel N.º 38 The Merry King - Colonial Song, n.º 1 de Sentimentals (1911) - Harvest Hymn - The Hunter in His Career, n.º 4 de Old-English Popular Music - In Dahomey 'Cakewalk Smasher' - 4 Irish Dances de Charles Villiers Stanford, arreglo de Grainger N.º 1 A Marzo-Jig 'Maguire's Kick' N.º 4 A Reel - Jutish Medley, n.º 8 de Danish Folk-Music Settings - Marzo: The Gum-Suckers de In a Nutshell - Ramble on Love de Der Rosenkavalier de Richard Strauss, arreglo de Grainger - Room-Music Tit-Bits N.º 1 Mock Morris N.º 2 Handel in the Strand N.º 3 Walking Tune - Spoon River, n.º 1 de American Folk-Music Settings | Enero 1996                                              | Hyperion                                        |
| 1996       | Scriabin: The Complete Sonatas para piano (2 CD) - Sonata para piano n.º 1 en fa menor, Op. 6 (1892) - Sonata para piano n.º 2 "Sonata-Fantasy" en sol sostenido menor, Op. 19 (1897) - Sonata para piano n.º 3 en fa sostenido menor, Op. 23 (1897-1898) - Sonata para piano n.º 4 en fa sostenido mayor, Op. 30 (1903) - Sonata para piano n.º 5, Op. 53 (1907) - Sonata para piano n.º 6, Op. 62 (1911) - Sonata para piano n.º 7 "Messe blanche", Op. 64 (1911) - Sonata para piano n.º 8, Op. 66 (1912-1913) - Sonata para piano n.º 9 "Messe noire", Op. 68 (1912-1913) - Sonata para piano n.º 10, Op. 70 (1913) - Fantaisie, Op. 28 (1900) - Sonate-fantaisie en sol sostenido menor, Op. posthumous (1886) | Junio 1995                                              | Hyperion                                        |
| 1995       | Alkan: Grande sonate 'Les quatre âges'; Sonatine; Le festin d'Ésope - Grande sonate 'Les quatre âges', Op. 33 (1847) - Sonatine, Op. 61 (1861) - Barcarolle, n.º 6 de Troisième recueil de chants, Op. 65 (1869) - Le festin d'Ésope, n.º 12 de Douze Études dans tous les tons mineurs, Op. 39 (1857) | Noviembre 1994                                          | Hyperion                                        |
| 1994       | Alkan & Henselt: The Romantic Concierto para piano, Vol. 07; Martyn Brabbins (dir.); BBC Scottish Symphony Orchestra - Adolf von Henselt: Concierto para piano en fa menor, Op. 16 (1844) - Adolf von Henselt: Variaciones de concierto, Op. 11 (1840) - Charles-Valentin Alkan: Concerto da camera en do sostenido menor, Op. 10 n.º 2 (1833) - Charles-Valentin Alkan: Concerto da camera en la menor, Op. 10 n.º 1 (1832) | Diciembre 1993                                          | Hyperion                                        |
| 1994       | Marc-André Hamelin Live at Wigmore Hall - Ludwig van Beethoven: Concierto para piano n.º 3 en do menor, Op. 37 I. Allegro con brio; arreglo de Charles-Valentin Alkan - Frédéric Chopin: Concierto para piano n.º 1 en mi menor, Op. 11 II Romanza; arreglo de Mili Balakirev - Charles-Valentin Alkan: Trois Grandes Études, Op. 76 1. Fantaisie en la bemol mayor para la mano izquierda 2. Introduction, variations et finale en re mayor para la mano derecha 3. Mouvement semblable et perpetuel (Rondo-Toccata) en do menor para ambas manos - Ferruccio Busoni: Sonatina n.º 6 "Kammer-Fantasie über Carmen", BV284 (1920) - Nikolai Medtner: Danza festiva, n.º 3 de Forgotten Melodies I, Op. 38 (1919-1922) | Junio 1994                                              | Hyperion                                        |
| 1994       | Rachmaninov; Villa-Lobos; Chopin; Schulz-Evler - Serguéi Rajmáninov: Sonata para piano n.º 2 en si bemol menor, Op. 36 (versión revisada) (1913, revisado 1931) - Heitor Villa-Lobos: Rudepoêma (1921-1926) - Frédéric Chopin: Sonata para piano n.º 2 en si bemol menor, Op. 35 (1839) - Adolf Schulz-Evler: Arabesques, Variaciones sobre "El Danubio azul" de Johann Strauss II, Op. 12 | Septiembre 1994                                         | Port-Royal ISBA Classic                         |
| 1994       | Strauss & Thuille: Cello Sonatas; Sophie Rolland (violonchelo) - Richard Strauss: Sonata para violonchelo y piano en fa mayor, Op. 6 (1882) - Ludwig Thuille: Sonata para violonchelo y piano, Op. 22 (1902) | 1994                                                    | ASV                                             |
| 1993       | Liszt: Grand Romantic Virtuoso - Réminiscences de Norma, paráfrasis sobre Vincenzo Bellini, S. 394 (1841-43) - Concert Études, S. 144 (1848?) N.º 2 La leggierezza en fa menor N.º 3 Un sospiro en re bemol mayor - Polonaise n.º 2 en mi mayor, S. 223 (1851) - Bénédiction de Dieu dans la solitude, n.º 3 de Harmonies poétiques et religieuses, S.173 (1847) - Réminiscences de "Don Juan" de Mozart - Grande fantaisie, S. 418 (1841) | Enero, Febrero 1991                                     | Music & Arts                                    |
| 1993       | Louise Bessette, Marc-André Hamelin. Louise Bessette (piano); Vincent Dhavernas, Julien Grégoire (percusión) - Roger Matton: Danse brésilienne para 2 pianos (1946) - Roger Matton: Concierto para 2 pianos y percusión (1955) - André Prévost: Quatre préludes para 2 pianos (1961) - Marc-André Hamelin: Prélude et fugue (Étude n.º 12) para piano solo (1986) | Diciembre 1992                                          | Doberman-Yppan                                  |
| 1993, 2008 | Martinů: Chamber Music. Marc-André Hamelin (piano, clavecín); Alain Marion (flauta); Angèle Dubeau (violín) - Sonata para flauta, violín y piano, H 254 (1937) - Promenades para flauta, violín y clavecín, H 274 (1939) - Sonata para flauta y piano, H 306 (1945) - 5 Madrigal Stanzas para violín y piano, H 297 (1943) - Scherzo para flauta y piano, H 174a (1929) - Madrigal-Sonata para flauta, violín y piano, H 291 (1942) | Julio 1993                                              | Analekta                                        |
| 1993       | Wright: The Music of Maurice Wright; Jody Karin Applebaum (soprano) - Suite para piano (1983) - Chamber Symphony para piano y electrónicos (1977) - Night Watch para soprano y piano (1978) - Sonata II para piano (1991) | 1993                                                    | Composers Recordings, Inc.                      |
| 1992       | Alkan: Concerto for Solo Piano - Concierto para piano solo, n.º 8-10 de Douze Études dans tous les tons mineurs, Op. 39 (1857) |                                                         | Music & Arts                                    |
| 1991       | Sophie Carmen Eckhardt-Gramatté: Sonatas para piano completas (2 CD) - Sonata para piano n.º 1, E. 45 (1923) - Sonata para piano n.º 2 "Die Biscaya Sonate", E. 46 (1923) - Sonata para piano n.º 3, E. 52 (1924) - Sonata para piano n.º 4 "Die befreite Sonate", E. 68 (1927-1931) - Sonata para piano n.º 5 "Klavierstück", E. 126 (1950) - Sonata para piano n.º 6 "Drei Klavierstücke", E. 130 (1952) |                                                         | Analekta                                        |
| 1990       | Sorabji: Sonata para piano n.º 1 - Kaikhosru Shapurji Sorabji: Sonata para piano n.º 1 (1919) |                                                         | Altarus                                         |
| 1989       | Ives: Sonata para piano n.º 2 "Concord"; Wright: Sonata - Charles Ives: Sonata para piano n.º 2 "Concord Sonata" (1904-1915, 1947) - Maurice Wright: Sonata para piano (1982) | Enero 1987 Julio 1988                                   | New World Records                               |
| 1988       | Bolcom & Wolpe - William Bolcom: 12 New Etudes (1977-1986); ganador de Pulitzer en Música de 1988. - Stefan Wolpe: Battle Piece (1942-1943, 1947) | Enero 1987                                              | New World Records                               |
| 1988       | Godowsky: Original Works and Transcriptions - Studies on Chopin's Études (1894-1914) N.º 7 en sol bemol mayor basado en Op. 10 n.º 5 N.º 8 en do mayor basado en Op. 10 n.º 5 N.º 19 en re mayor basado en Op. 10 n.º 10 N.º 31 en la menor basado en Op. 25 n.º 4 N.º 45 en mi mayor basado en Nouvelle étude n.º 2 - Bonne nuit (Gute Nacht), n.º 1 de Winterreise (1826) de Franz Schubert - Litanie (Am Tage Aller Seelen), D.343 (1831) de Franz Schubert - Musique de ballet de "Rosamunde", D.797 (1823) de Franz Schubert - Sérénade (Ständchen), Op. 17 n.º 2 (1887) de Richard Strauss - Tango en re mayor, n.º 2 de España, Op.165 de Isaac Albéniz - Gigue ('Renaissance' n.º 12) de Jacques Lœillet - Passacaglia: 44 Variaciones, Cadenza y fuga sobre el inicio de la "Sinfonía inacabada" de Schubert (1927) - Prélude et fugue (B.A.C.H.) para la mano izquierda solo (1929) - Étude macabre (1929) - Suite Java (1924-1925) N.º 2 Wayang Purwa, Théâtre d'ombres javanaises N.º 8 Les jardins de Buitenzorg | Agosto 1987                                             | Musica Viva                                     |